# Guillem Capdevila
Guillem Capdevila, (Puigcerdá, Gerona, 20 de noviembre de 1985) es un esquiador español que ha destacado en categorías inferiores.

## Carrera deportiva
Su debut en la Copa Mundial de Esquí Alpino fue el 22 de enero de 2008 en el Eslalon de Schladmig. En la temporada 2008-2009 disputó otras dos pruebas.
En categorías inferiores ha logrado varias victorias y podios tanto en Gigante, Super Gigante y Eslalon, mostrando una gran polivalencia.
Ha sido seis veces podio en los Campeonatos de España, destacando que fue Campeón de España de Eslalon en la temporada 2006. Además, ha sido Campeón de España Junior en Eslalon en 2004, y podio otras tres veces más entre Eslalon Gigante y Eslalon.
También ha participado en un Mundial, en Are 2007. En categoría Junior ha disputado a su vez cuatro Mundiales logrando como mejor resultado un 19.º puesto en la Combinada de 2004.
En la Copa del Mundo, ha disputado dos pruebas, no logrando acabar ninguna de las pruebas disputadas.

## Palmarés

### Juegos Olímpicos
- 0 Participaciones (0 pruebas)

### Mundiales
- 2 Participaciones (4 pruebas)
- Mejor resultado: 23.º en Eslalon en Are 2007

### Copa del Mundo
- 2 Participaciones (3 pruebas)
- Mejor clasificación General: No puntuó en ninguna
- Mejor clasificación General Especialidad: No puntuó en ninguna